# Mário Sinamunda
Mário Sebastião Sinamunda (ur. 27 sierpnia 1990 w Chimoio) – mozambicki piłkarz grający na pozycji napastnika. Od 2022 jest zawodnikiem klubu Ferroviário Nampula.

## Kariera klubowa
Swoją karierę piłkarską Sinamunda rozpoczął w klubie Ferroviário Beira. W sezonie 2012 zadebiutował w jego barwach w pierwszej lidze mozambickiej. Grał w nim do końca 2015 roku. Wraz z nim wywalczył dwa wicemistrzostwa kraju w sezonach 2012 i 2013 oraz zdobył dwa Puchary Mozambiku w sezonach 2013 i 2014. W 2016 grał w Liga Desportiva de Maputo, a w latach 2017-2019 w UD Songo, z którym w sezonach 2017 i 2018 został mistrzem kraju, a w sezonie 2019 został wicemistrzem oraz zdobył krajowy puchar. W latach 2020–2021 ponownie występował w Ferroviário Beira. W 2021 został z nim wicemistrzem Mozambiku. W 2022 przeszedł do Ferroviário Nampula.

## Kariera reprezentacyjna
W reprezentacji Mozambiku Sinamunda zadebiutował 15 grudnia 2012 w wygranym 2:1 meczu Mistrzostw Narodów Afryki 2014 z Seszelami, rozegranym w Roche Caïman. Od 2012 do 2015 rozegrał w kadrze narodowej 18 meczów i strzelił 2 gole.